# Antonio Ascari
Antonio Ascari (Bonferraro, 15 settembre 1888 – Linas, 26 luglio 1925) è stato un pilota automobilistico italiano, padre del più noto Alberto Ascari.

## Biografia
Nato da una famiglia dedita al commercio del grano, fin da ragazzo era affascinato dai motori a scoppio e si dilettava nel riparare i macchinari per l'agricoltura.
Trasferitasi la famiglia a Milano sotto la spinta del fratello, trovò lavoro presso la ditta automobilistica De Vecchi, dove apprese le tecniche di costruzione delle vetture.
In seguito intraprese la carriera di meccanico elaboratore e pilota di modelli sportivi per l'Alfa Romeo.
Sfiorò varie volte la vittoria nei Gran Premi e in competizioni ugualmente prestigiose come la Targa Florio, dove l'affermazione gli sfuggì sempre per poco.
Finalmente nel 1924 riuscì a trionfare nel Gran Premio d'Italia sul circuito di Monza, stabilendo il record sul giro di 3'34"600, alla media di 167,753 km/h, che rimarrà imbattuto fino al 1931. Portò anche al debutto l'Alfa Romeo P2 al Circuito di Cremona, conquistando il primo posto. Si ripeté l'anno successivo vincendo il Gran Premio del Belgio a Spa, avviandosi a diventare il più forte pilota di quegli anni.

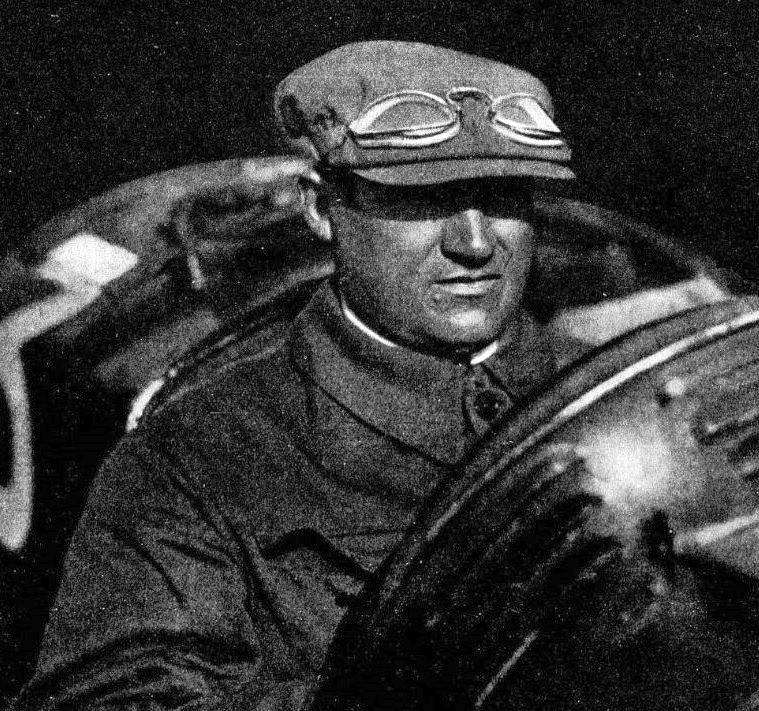
Antonio Ascari su un'Alfa Romeo P2 nel 1925.

Impegnato nel primo Campionato del Mondo Marche (precursore dell'odierna Formula 1), il 26 luglio 1925 morì in un incidente avvenuto nel circuito di Montlhéry, presso Parigi, durante il Gran Premio di Francia, quando era in testa alla corsa. Rimpatriata in Italia, la salma venne tumulata presso il Riparto XV del Cimitero Monumentale di Milano, dove ora riposa insieme al figlio Alberto, campione mondiale 1952 e 1953 con la Ferrari, anch'egli morto in pista al volante di una vettura da competizione.
Nel 2016 ignoti ladri hanno trafugato i busti bronzei di entrambi i piloti, posti ai lati del sacello. Quello del padre era stato realizzato dallo scultore Orazio Grossoni, mentre quello del figlio è opera di Michele Vedani.

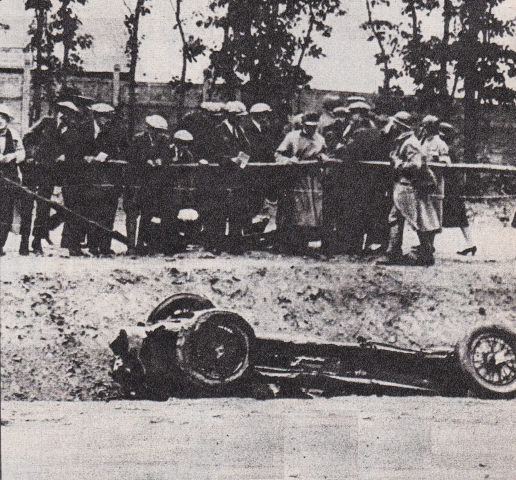
Gran Premio di Francia, 26 luglio 1925: l'incidente fatale di Antonio Ascari.

## Risultati

### Gran Premi di automobilismo
| Anno | Squadra        | Costruttore | Vettura               | 1   | 2     | 3       |
| ---- | -------------- | ----------- | --------------------- | --- | ----- | ------- |
| 1919 | Antonio Ascari | Fiat        | Fiat S 57/14 B/4.5    | IND | ELG   | CER Rit |
| 1923 | Alfa Corse     | Alfa Romeo  | Alfa Romeo P1         | IND | FRA   | ITA NP  |
| 1924 | Alfa Corse     | Alfa Romeo  | Alfa Romeo P2 8C/2000 | IND | FRA 9 | ITA 1   |

### Campionato mondiale costruttori
| Anno | Squadra    | Costruttore | Vettura       | 1   | 2     | 3        | 4   |
| ---- | ---------- | ----------- | ------------- | --- | ----- | -------- | --- |
| 1925 | Alfa Corse | Alfa Romeo  | Alfa Romeo P2 | IND | BEL 1 | FRA Rit† | ITA |

† Deceduto.

### Targa Florio
| Anno | Scuderia                           | Costruttore | Vettura                 | Numero | Categoria     | Classe  | Co-Pilota | Giri | Risultato assoluto | Risultato di classe |
| ---- | ---------------------------------- | ----------- | ----------------------- | ------ | ------------- | ------- | --------- | ---- | ------------------ | ------------------- |
| 1919 | Antonio Ascari                     | Fiat        | Fiat S 57/14 B/4.5      | 13     | Categoria 4   | 100     |           | 1    | Rit                | Rit                 |
| 1921 | Accomandita Ing. Nicola Romeo & Co | Alfa Romeo  | Alfa Romeo 20/30 ES/4.2 | 30     | Turismo/Sport | T/S 4.5 |           | 0    | NP                 | NP                  |
| 1922 | Accomandita Ing. Nicola Romeo & Co | Alfa Romeo  | Alfa Romeo 20-30 ES     | 35     | Turismo/Sport | T/S 4.5 |           | 4    | 4º                 | 1º                  |
| 1923 | Accomandita Ing. Nicola Romeo & Co | Alfa Romeo  | Alfa Romeo RLS/3.0      | 10     | Sportiva      | S 3.0   |           | 4    | 2º                 | 1º                  |
| 1924 | Accomandita Ing. Nicola Romeo & Co | Alfa Romeo  | Alfa Romeo RLS/3.0      | 24     | Racing/Sport  | R/S 4.5 |           | 4    | SQ                 | SQ                  |

### Gare extra campionato
| Anno    | Vettura    | 1       | 2       | 3       |
| ------- | ---------- | ------- | ------- | ------- |
| 1921    | Alfa Romeo | CER NP  | MUG Rit |         |
| 1922    | Alfa Romeo | CER 4   | MUG Rit | MNZ Rit |
| 1923    | Alfa Romeo | CER 2   | CRE 1   | MUG 3   |
| 1924    | Alfa Romeo | CER SQ  | CER SQ  | CRE 1   |
| 1925    | Alfa Romeo | ROM Rit |         |         |
| Legenda |            |         |         |         |